# Plutothrix
Plutothrix is een geslacht van vliesvleugeligen uit de familie Pteromalidae. De wetenschappelijke naam van dit geslacht is voor het eerst geldig gepubliceerd in 1856 door Förster.

## Soorten
Het geslacht Plutothrix omvat de volgende soorten:
- Plutothrix acuminata (Thomson, 1878)
- Plutothrix aerata Heydon, 1997
- Plutothrix ascita Heydon, 1997
- Plutothrix bicolorata (Spinola, 1808)
- Plutothrix canariensis Hedqvist, 1974
- Plutothrix ceonotalis Heydon, 1997
- Plutothrix coelius (Walker, 1839)
- Plutothrix glareosa Heydon, 1997
- Plutothrix kuboi Kamijo, 2004
- Plutothrix kusigematii Kamijo, 2004
- Plutothrix ligyptera Heydon, 1997
- Plutothrix minutissima Meunier, 1905
- Plutothrix narendrani Kamijo, 2004
- Plutothrix nudicoxa Graham, 1993
- Plutothrix obtusiclava Graham, 1993
- Plutothrix pallidiclava Graham, 1993
- Plutothrix perelegans Graham, 1993
- Plutothrix pilicoxa Graham, 1993
- Plutothrix pilosiclava Heydon, 1997
- Plutothrix recula Heydon, 1997
- Plutothrix rugosa Kamijo, 2004
- Plutothrix scrobicula Kamijo, 2004
- Plutothrix smithi Heydon, 1997
- Plutothrix transdanuviana (Erdös, 1946)
- Plutothrix trifasciata (Thomson, 1878)
- Plutothrix ungutta (Girault, 1917)
- Plutothrix unguttella Heydon, 1997
- Plutothrix zhangyieensis Yang, 1996